# Ljungsbro

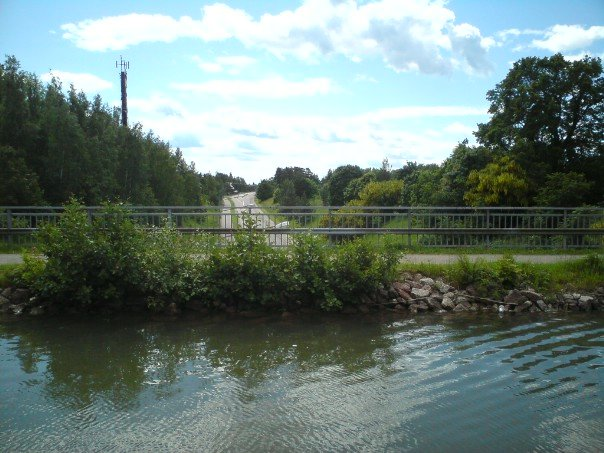
Akvedukten i Ljungsbro

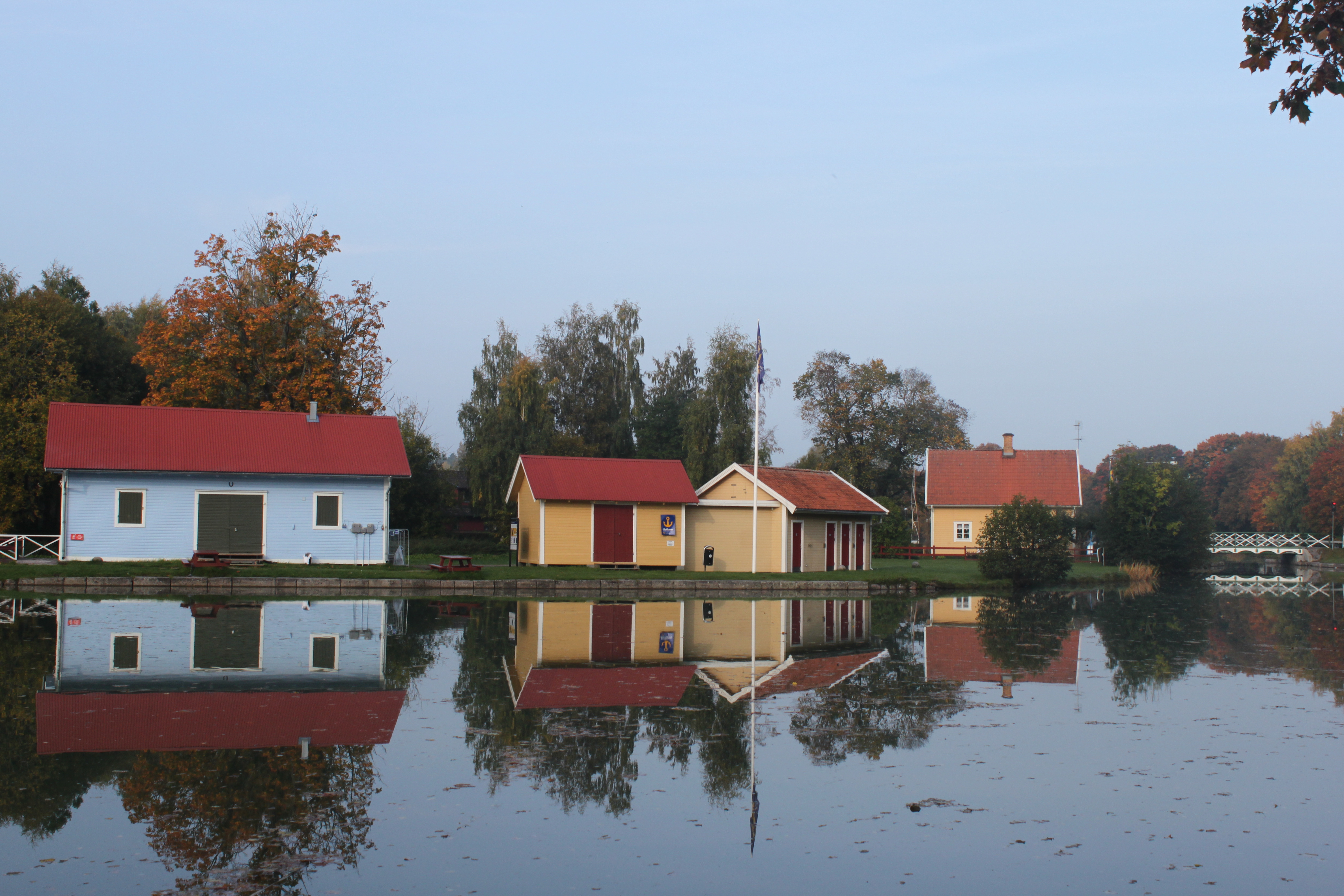
Kanalhamnen i Ljungsbro.

Ljungsbro är en tätort cirka 15 kilometer nordväst om Linköping i Linköpings kommun. Den är, sett till folkmängden, kommunens näst största tätort.
Ljungsbro genomkorsas av vattendragen Motala ström och Göta kanal. Cirka fem kilometer nordväst om tätorten ligger Ljungssjön.

## Befolkningsutveckling
| Befolkningsutvecklingen i Ljungsbro 1950–2020 | Befolkningsutvecklingen i Ljungsbro 1950–2020 | Befolkningsutvecklingen i Ljungsbro 1950–2020 | Befolkningsutvecklingen i Ljungsbro 1950–2020 | Befolkningsutvecklingen i Ljungsbro 1950–2020 |
| --------------------------------------------- | --------------------------------------------- | --------------------------------------------- | --------------------------------------------- | --------------------------------------------- |
|                                               |                                               |                                               |                                               |                                               |
| År                                            |                                               |                                               | Folkmängd                                     | Areal (ha)                                    |
| 1950                                          | 1950                                          |                                               | 1 789                                         |                                               |
| 1960                                          | 1960                                          |                                               | 2 547                                         |                                               |
| 1965                                          | 1965                                          |                                               | 2 976                                         |                                               |
| 1970                                          | 1970                                          |                                               | 3 753                                         |                                               |
| 1975                                          | 1975                                          |                                               | 4 308                                         |                                               |
| 1980                                          | 1980                                          |                                               | 4 677                                         |                                               |
| 1990                                          | 1990                                          |                                               | 6 581                                         | 411                                           |
| 1995                                          | 1995                                          |                                               | 6 612                                         | 411                                           |
| 2000                                          | 2000                                          |                                               | 6 459                                         | 411                                           |
| 2005                                          | 2005                                          |                                               | 6 510                                         | 413                                           |
| 2010                                          | 2010                                          |                                               | 6 620                                         | 421                                           |
| 2015                                          | 2015                                          |                                               | 6 763                                         | 453                                           |
| 2020                                          | 2020                                          |                                               | 6 785                                         | 454                                           |
|                                               |                                               |                                               |                                               |                                               |

## Samhället
I centrum ligger vårdcentral och butiker, bland annat finns optiker, bibliotek, urmakare, ett café som drivs av Vreta Klosters församling, en blomsterhandel och pizzerior. Flertalet av hyreshusen i centrum är byggda på 1950-talet då de uppfördes för att ge rum åt arbetarna vid konfektyrfabriken Cloetta. 
I orten finns två kyrkor, Allhelgonakyrkan och Härnakyrkan.
I Motala ström finns Malfors kraftstation och Nykvarns kraftstation. Malfors kraftstation har en fallhöjd på 28,3 meter och Nykvarns kraftstation har en fallhöjd på 4,3 m. Kanalen kan korsas under en akvedukt, Sveriges andra efter Håverud, men också via en nyligen renoverad rullbro. 
Vid rullbron (Malforsbron) finns idag två nyanlagda båtbryggor, Malfors gästhamn. Sedan 2005 drivs ett sommarkafé som heter Malfors Café & Restaurang.
Omkring 400 meter från bron ligger Ljungsbro Fritidscenter med simhall och ishockeyrink under tak. Strax norr om Ljungsbro ligger det natursköna området Olstorp som erbjuder löparspår, mountainbikebanor, frisbeegolfbana samt vintertid skidspår.
Mellan 1952 och 1970 var Ljungsbro centralort i Vreta klosters landskommun. För administration och kommunledning byggdes 1947 Ljungsbro kommunalhus vid Centralplan, arkitekt Henry Fraenkel. Efter kommunsammanslagningen på sjuttiotalet byggdes huset om till bibliotek.
Pendlingen till Linköping är omfattande.

## Näringsliv
Konfektyrtillverkaren Cloetta AB är den största industrin i samhället.

## Kända personer med anknytning till Ljungsbro
- Cecilia Düringer, programledare [8]
- Gustav Forsling, ishockeyspelare [9]
- Christopher Garplind, programledare [8]
- Jonas Junland, ishockeyspelare
- Mons Kallentoft, författare och journalist
- Alexej Manvelov, skådespelare
- Gabriel Sandör, triathlet [10]
- Anders Tegnell, tidigare Statsepidemiolog [11]
- Frida Modén Treichl, musikalartist